# 行政裁判法
行政裁判法（ぎょうせいさいばんほう）とは、大日本帝国憲法下における特別裁判所である行政裁判所の組織及び権限、行政訴訟の手続などについて定めていた法律。日本国憲法第76条第2項が特別裁判所の設置を禁じたことから、1947年（昭和22年）5月3日の裁判所法の施行に伴い廃止された。

## 概説
大日本帝国憲法第61条にいう「行政官廳ノ違󠄂法處分󠄁ニ由リ權利ヲ傷害󠄂セラレタリトスルノ訴訟󠄁」の裁判を行うために制定された。

### 行政裁判所の組織

#### 組織
- 行政裁判所は東京に1つだけ置かれ（第1条）、行政訴訟の初審かつ終審であり（一審制）、その判決に不服がある場合でも大審院に上訴することはできなかった[1]。
- 行政裁判所は行政裁判所長官、評定官及び書記によって構成された（第2条）。
- 部制を採用し、3つの部が置かれており（行政裁判所令第1条）、各部において独立して裁判が行われた[2]。
- 裁判は裁判長・評定官合わせて5人以上の会議で行われる必要があった（第9条）。各部は常に5人の合議体であったとされる[3]。なお、法令解釈を一定し、判例を変更する場合など必要と認めるときは、長官は総会の議に付することとされ（行政裁判所令第13条）、大審院に類似した制度が採用されていた[4]。

#### 長官・評定官
- 行政裁判所は大日本帝国憲法上司法権ではなく行政権に属しており[5]、長官と評定官は大日本帝国憲法上の裁判官ではなく、第58条に基づく身分保障はなかった。ただし、本法によって刑法の宣告又は懲戒の処分によらなければその意に反して免職されることがないものとして（第5条）、身分保障が図られていた[6]。
- 長官・評定官は、公然政治に関係すること（第4条第1号）、政党の党員や議員等になること（同条第2号）、兼官の場合を除くほか金銭の利益を目的とする公務に就くこと（同条第3号）、商業を営むこと（同条第4号）等が禁じられていた。
- 長官は法制定当時は勅任官であったが、行政裁判法中改正法律（大正5年法律第37号）による改正により親任官とされた。評定官は勅任官又は奏任官とされた（第3条）。
- 資格については、裁判官と異なり必ずしも判事検事登用試験を通る必要はなく、30歳以上で5年以上高等行政官の職にあるか、裁判官である者の中から任命された（第3条第2項）。
- 長官・評定官は裁判官と異なり他の行政官との兼官が許されていた（第4条第3号、第6条第2項参照）。この点については、司法権と行政権を分離する大日本帝国憲法の趣旨から許されないとする批判があった[7]。

### 行政裁判所の権限
- 行政訴訟が管轄であったが、そのうち、法律又は勅令によって許された事件についてしか出訴が許されなかった（第15条、列記主義）。出訴を許される事件として、行政庁ノ違法処分ニ関スル行政裁判ノ件（明治23年法律第106号）に一般訴訟事項[8]が定められていた。
  1. 海関税を除く租税及び手数料の賦課に関する事件
  2. 租税滞納処分に関する事件
  3. 営業免許の拒否又は取消しに関する事件
  4. 水利及び土木に関する事件
  5. 土地の官民有区分の査定に関する事件
- その他、各個別法によって特別訴訟事項[9]が定められ、人事行政、地方制度、特別税法、警察活動（治安警察法第8条第2項の処分など）等について出訴が許されていた。[10]
- 下級行政庁の処分については、法律又は勅令に特別の規定がない場合、訴願法に基づき上級行政庁に対する訴願を行い、その裁決を経なければ行政訴訟を提起することができなかった（第17条第1項、訴願前置主義）。さらなる上級行政庁のない各省大臣・内閣直轄官庁・地方上級行政庁の処分に対しては直接行政裁判所に提起することができた（同条第2項）。
- 国に対する損害要償の訴訟を受理しなかった（第16条、国家無答責の法理）。ただし、法律的行為でなく、あくまで行政の事実上の作用によって損害が生じた場合には、民事事件として通常裁判所において賠償が認められていた[11]。
- 行政裁判所の判決は行政庁を羈束し（第18条）、再審は許されなかった（第19条）。
- 本法は原則として内地においてのみ効力が及び、植民地には施行されなかった[12]。

### 行政訴訟の手続
- 処分書等が交付された日又は公示された日から原則60日以内に出訴する必要があった（第22条）[13]。
- 理由などを記載した文書により提起する必要があった（第24条、第25条）。
- 対審は原則として公開されていた（第36条第1項）。ただし、安寧秩序や風俗を害するおそれがあると行政庁から要求があったときは、決議により非公開とすることができた（同条第2項）。
- 本法に規定のないことについては、行政裁判所の判断により民事訴訟の規定を適用することができた（第43条）[14]。